# Faustine Parra
Faustine Laure Clemence Parra (Tolosa de Llenguadoc?, 20 de juliol de 2000) és una jugadora de bàsquet occitana.
Escorta, es formà al Toulouse Métropole Basket, amb el qual debutà a la Ligue-2. Per tal de cursar els seus estudis de fisioteràpia i continuar la seva carrera esportiva, la temporada 2019-20 fitxà pel GEiEG Uni Girona de la Lliga Femenina 2. Debutà a la primera divisió de la Lliga Femenina la temporada 2021-22 amb l'Uni Girona Club de Bàsquet, amb el qual ha guanyat una Supercopa d'Espanya (2022) i ha competit a l'Eurolliga i Eurocopa.